# 仔榄树属
仔榄树属（学名：Hunteria）是夹竹桃科下的一个属，为乔木植物。该属共有8种，分布于亚洲及非洲的热带地区。